# 曼努埃爾·塞維拉諾
曼努埃爾·塞維拉諾（西班牙語：Manuel Sevillano；1981年7月2日—）是一位西班牙排球運動員。他是西班牙國家男子排球隊的一員，幫助西班牙獲得2007年在俄羅斯莫斯科舉行的歐洲排球錦標賽的冠軍。